# Lijst van records van het Spaans voetbalelftal
Dit is een lijst van records van het Spaans voetbalelftal.

## Mondiaal
Wereldrecord meeste wedstrijden op rij ongeslagen35 tussen 2007-2009. Samen met  Brazilië tussen 1993-1996.
Meeste duels op rij ongeslagen in officiële wedstrijden29.
Meeste WK-kwalificatie wedstrijden op rij ongeslagen66 (31 maart 1993 – 2 september 2021)
Meeste overwinningen op rij in de WK en EK kwalificatie24.
Meeste punten ooit in de WK kwalificatie30 uit 30 potentiële punten(2008-2009).
Eerste land ooit dat 3 grote kampioenschappen op rij wintEK 2008, WK 2010 en EK 2012.
Grootste overwinning ooit in een finale van een groot toernooiSpanje 4-0 Italië op het EK van 2012.
Meeste wedstrijden op rij zonder tegendoelpunt op internationale kampioenschappen10.
Meeste wedstrijden op rij zonder tegendoelpunt in de knock-outfasen van de grote toernooien10. Sinds de uitschakeling tegen Frankrijk op het WK 2006 heeft Spanje geen enkel tegendoelpunt meer gekregen in de knock-outfasen op de EK's en WK's.
Meeste penalty shoot-outs van een land op 1 WK2. Op het WK in 2002. (gedeeld met  Argentinië op het WK in 1990).
Iker Casillas, doelman en aanvoerder van Spanje, bezit verschillende wereldrecords.
Zo is hij de eerste speler ooit die meer dan 100 interlands weet te winnen en is hij de eerste keeper ooit die in meer dan 75 wedstrijden de nul heeft gehouden voor zijn land.

## Wereldrecord 35 wedstrijden op rij ongeslagen (2007–2009)
| Datum        | Opponent              | Resultaat | Plaats                                 | Competitie                              |
| ------------ | --------------------- | --------- | -------------------------------------- | --------------------------------------- |
| 2007         |                       |           |                                        |                                         |
| 7 Februari   | Engeland              | 1–0       | Old Trafford, Manchester               | Vriendschappelijk                       |
| 24 Maart     | Denemarken            | 2–1       | Santiago Bernabéu, Madrid              | UEFA Euro 2008 kwalificatie             |
| 28 Maart     | IJsland               | 1–0       | Iberostar Stadium, Palma de Mallorca   | UEFA Euro 2008 kwalificatie             |
| 2 Juni       | Letland               | 2–0       | Skonto Stadium, Riga                   | UEFA Euro 2008 kwalificatie             |
| 6 Juni       | Liechtenstein         | 2–0       | Rheinpark Stadion, Vaduz               | UEFA Euro 2008 kwalificatie             |
| 22 Augustus  | Griekenland           | 3–2       | Toumba Stadium, Thessaloniki           | Vriendschappelijk                       |
| 8 September  | IJsland               | 1–1       | Laugardalsvöllur, Reykjavík            | UEFA Euro 2008 kwalificatie             |
| 12 September | Letland               | 2–0       | Estadio Carlos Tartiere, Oviedo        | UEFA Euro 2008 kwalificatie             |
| 13 Oktober   | Denemarken            | 3–1       | Atletion, Aarhus                       | UEFA Euro 2008 kwalificatie             |
| 17 Oktober   | Finland               | 0–0       | Olympic Stadium, Helsinki              | Vriendschappelijk                       |
| 17 November  | Zweden                | 3–0       | Santiago Bernabéu, Madrid              | UEFA Euro 2008 kwalificatie             |
| 21 November  | Noord-Ierland         | 1–0       | Estadio Gran Canaria, Las Palmas       | UEFA Euro 2008 kwalificatie             |
| 2008         |                       |           |                                        |                                         |
| 6 Februari   | Frankrijk             | 1–0       | Estadio La Rosaleda, Málaga            | Vriendschappelijk                       |
| 26 Maart     | Italië                | 1–0       | Estadio Manuel Martínez Valero, Elche  | Vriendschappelijk                       |
| 31 Mei       | Peru                  | 2–1       | Estadio Nuevo Colombino, Huelva        | Vriendschappelijk                       |
| 4 Juni       | Verenigde Staten      | 1–0       | El Sardinero, Santander                | Vriendschappelijk                       |
| 10 Juni      | Rusland               | 4–1       | Tivoli-Neu, Innsbruck                  | UEFA Euro 2008 Groepsfase               |
| 14 Juni      | Zweden                | 2–1       | Tivoli-Neu, Innsbruck                  | UEFA Euro 2008 Groepsfase               |
| 18 Juni      | Griekenland           | 2–1       | Red Bull Arena, Salzburg               | UEFA Euro 2008 Groepsfase               |
| 22 Juni      | Italië                | 0–0       | Ernst Happel Stadion, Wenen            | UEFA Euro 2008 Kwartfinale              |
| 26 Juni      | Rusland               | 3–0       | Ernst Happel Stadion, Wenen            | UEFA Euro 2008 Halve finale             |
| 29 Juni      | Duitsland             | 1–0       | Ernst Happel Stadion, Wenen            | UEFA Euro 2008 Finale                   |
| 20 Augustus  | Denemarken            | 3–0       | Parken Stadium, Kopenhagen             | Vriendschappelijk                       |
| 6 September  | Bosnië en Herzegovina | 1–0       | Nueva Condomina, Murcia                | FIFA WK 2010 kwalificatie               |
| 10 September | Armenië               | 4–0       | Estadio Carlos Belmonte, Albacete      | FIFA WK 2010 kwalificatie               |
| 11 Oktober   | Estland               | 3–0       | A. Le Coq Arena, Tallinn               | FIFA WK 2010 kwalificatie               |
| 15 Oktober   | België                | 2–1       | Koning Boudewijn Stadion, Brussel      | FIFA WK 2010 kwalificatie               |
| 19 November  | Chili                 | 3–0       | El Madrigal, Villarreal                | Vriendschappelijk                       |
| 2009         |                       |           |                                        |                                         |
| 11 Februari  | Engeland              | 2–0       | Estadio Ramón Sánchez Pizjuán, Sevilla | Vriendschappelijk                       |
| 28 Maart     | Turkije               | 1–0       | Estadio Santiago Bernabéu, Madrid      | FIFA WK 2010 kwalificatie               |
| 1 April      | Turkije               | 2–1       | Ali Sami Yen Stadium, Istanbul         | FIFA WK 2010 kwalificatie               |
| 9 Juni       | Azerbeidzjan          | 6–0       | Tofiq Bahramov Stadium, Bakoe          | Vriendschappelijk                       |
| 14 Juni      | Nieuw-Zeeland         | 5–0       | Royal Bafokeng Stadium, Rustenburg     | 2009 FIFA Confederations Cup Groepsfase |
| 17 Juni      | Irak                  | 1–0       | Free State Stadium, Bloemfontein       | 2009 FIFA Confederations Cup Groepsfase |
| 20 Juni      | Zuid-Afrika           | 2–0       | Free State Stadium, Bloemfontein       | 2009 FIFA Confederations Cup Groepsfase |

Spanje (7 Februari 2007 - 24 Juni 2009) heeft samen met Brazilië (16 December 1993 – 21 Januari 1996) het wereldrecord van de meeste wedstrijden op rij ongeslagen in handen. Zowel Brazilië als Spanje verloren na een reeks van 35 wedstrijden van landen uit de CONCACAF regio. Spanje verloor in de halve finale van de Confederations Cup 2009 van de Verenigde Staten met 0-2 en Brazilië verloor van Mexico in de 1996 Gold Cup eveneens met 0-2.

## Europees
Beste doelsaldo op een EK12-1 op het EK 2012.
Eerste land dat de Europese titel prolongeertEK 2008 en EK 2012 gewonnen.
Land met de meeste EK titels3, gedeeld met  Duitsland.
Eerste Europese land dat buiten het eigen continent wereldkampioen wordtOp het Wk van 2010 in Zuid-Afrika.
Team met het meeste balbezit op een EKmeer dan 60% gemiddeld op het EK 2012.
Team met de meeste passes op een EK.626,33 passes gemiddeld per wedstrijd op het EK 2012.
Xavi Hernández is de speler met de meeste passes ooit in een EK wedstrijd136 passes waarvan er 127 aankwamen in de EK 2012 wedstrijd tegen Ierland.
Meeste achtereenvolgende wedstrijden ongeslagen op een EK12. (nog lopend).
Meeste passes in 1 Europese internationale landenwedstrijd1088 passes in de met 0-2 gewonnen EK kwalificatiewedstrijd tegen Tsjechië in 2011. Dit is meer dan 1 pass per 5 seconden.
Spanje won(-of bezat) tussen 2010 en 2011 de meeste voetbaltitels ooit
- Wereldkampioen voetbal
- Europees kampioen voetbal
- Europees kampioen onder 21 jaar
- Europees kampioen onder 19 jaar
- Europees kampioen onder 17 jaar dames
- Europees kampioen zaalvoetbal
- Euro Beach Soccer kampioen
- Kampioen UEFA Europa League
- Kampioen UEFA Champions League
- Kampioen UEFA Europese Supercup

Veel titels van Spanje zouden ook nog geprolongeerd worden, zoals o.a. de EK titel, het EK onder 19 jaar mannen en het EK onder 17 jaar bij de dames.